# Tatrovice
Tatrovice (en allemand : Dotterwies) est une commune du district de Sokolov, dans la région de Karlovy Vary, en Tchéquie. Sa population s'élevait à 180 habitants en 2020.

## Géographie
Tatrovice se trouve à 12 km au nord-nord-est de Sokolov, à 14 km à l'ouest-nord-ouest de Karlovy Vary et à 127 km à l'ouest-nord-ouest de Prague.
La commune est limitée par Jindřichovice à l'ouest et au nord, par Černava à l'est, et par Chodov et Vřesová au sud.

## Histoire
La première mention écrite de la localité date de 1356.

## Galerie

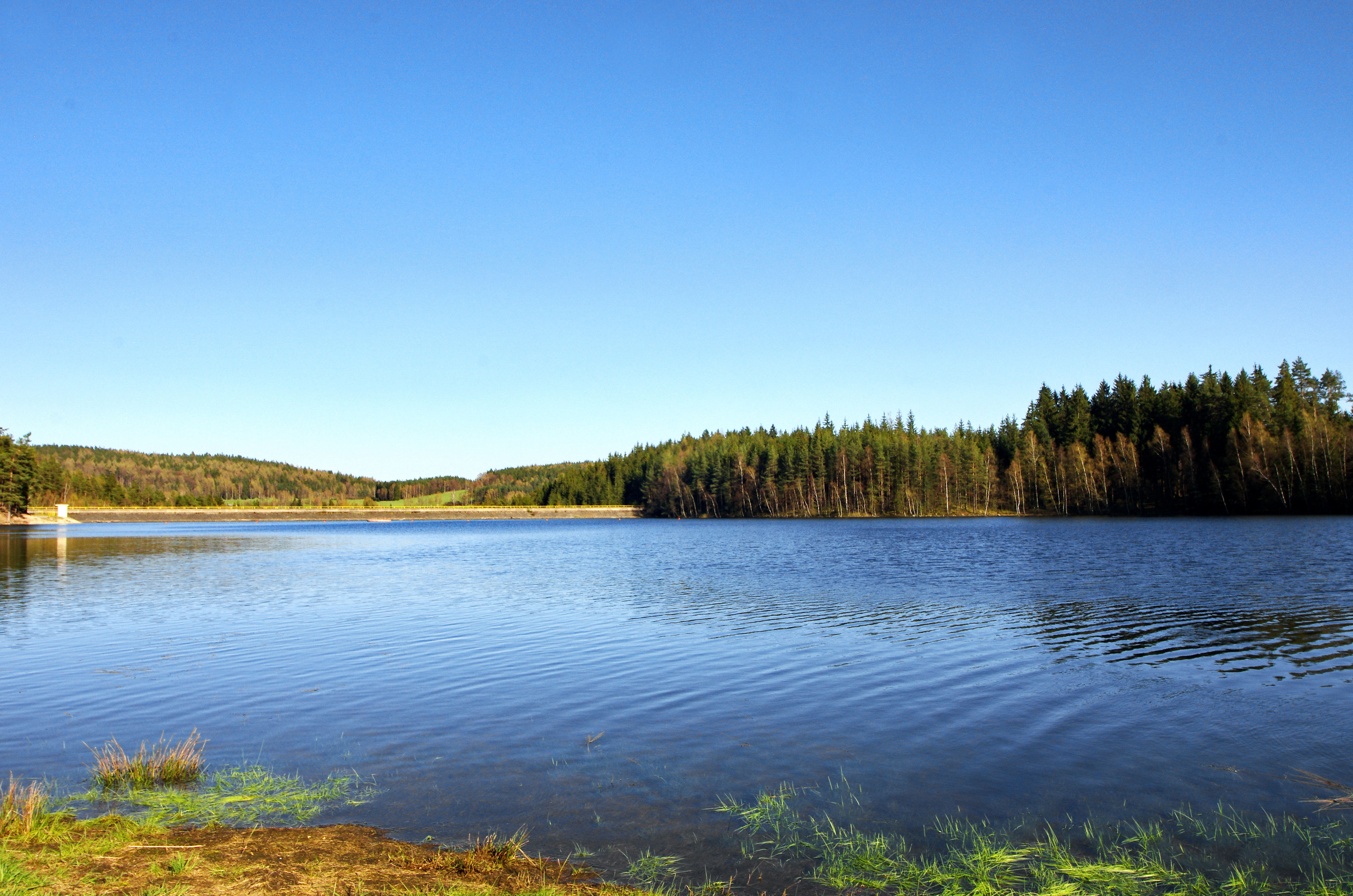
Le réservoir de Tatrovice.
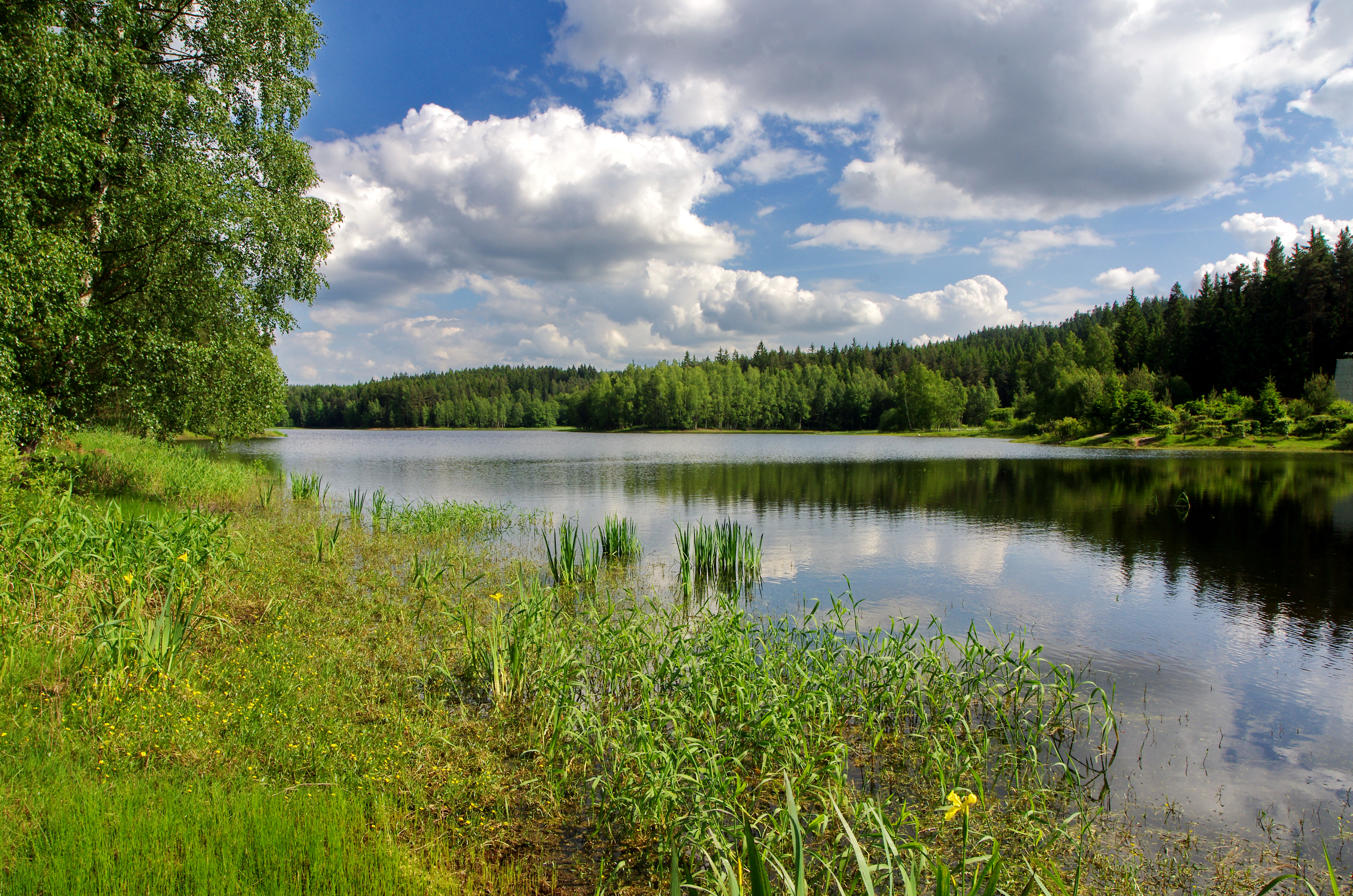
Le réservoir de Tatrovice.